# Episodi di Hannah Montana (quarta stagione)
La quarta ed ultima stagione di Hannah Montana (intitolata Hannah Montana Forever) è composta da 13 episodi. L'ultimo episodio è uno special di un'ora che conclude la serie. Negli Stati Uniti la serie viene trasmessa dall'11 luglio 2010 al 16 gennaio 2011 su Disney Channel, mentre in Italia dal 17 settembre 2010 al 18 febbraio 2011 su Disney Channel e dal 20 al 30 giugno 2011 in chiaro su Italia 1. In questa stagione Oliver (Mitchel Musso) è un personaggio ricorrente non più fisso.
| nº | Titolo originale                                   | Titolo italiano                         | Prima TV USA      | Prima TV Italia   |
| -- | -------------------------------------------------- | --------------------------------------- | ----------------- | ----------------- |
| 1  | Sweet Home Hannah Montana                          | Casa dolce casa                         | 11 luglio 2010    | 17 settembre 2010 |
| 2  | Hannah Montana to the Principal's Office           | Hannah Montana nell'ufficio del preside | 18 luglio 2010    | 23 settembre 2010 |
| 3  | California Screamin'                               | L'appuntamento                          | 25 luglio 2010    | 30 settembre 2010 |
| 4  | De-Do-Do-Do, Da-Don't-Don't, Don't, Tell My Secret | Il segreto svelato                      | 1º agosto 2010    | 7 ottobre 2010    |
| 5  | It's the End of Jake As We Know It                 | Addio, Jake                             | 8 agosto 2010     | 14 ottobre 2010   |
| 6  | Been Here All Along                                | Mi manchi, papà                         | 22 agosto 2010    | 21 ottobre 2010   |
| 7  | Love That Let's Go                                 | Il coraggio di rischiare                | 12 settembre 2010 | 28 ottobre 2010   |
| 8  | Hannah's Gonna Get This                            | Il nuovo sound di Hannah                | 3 ottobre 2010    | 28 ottobre 2010   |
| 9  | I'll Always Remember You                           | La scelta                               | 7 novembre 2010   | 7 novembre 2010   |
| 10 | Can You See the Real Me?                           | Un tuffo nei ricordi                    | 5 dicembre 2010   | 26 dicembre 2010  |
| 11 | Kiss It All Goodbye                                | Paure, bye bye!                         | 19 dicembre 2010  | 4 febbraio 2011   |
| 12 | I Am Mamaw, Hear Me Roar!                          | Attenti alla nonna!                     | 9 gennaio 2011    | 11 febbraio 2011  |
| 13 | Wherever I go                                      | Ovunque io vada                         | 16 gennaio 2011   | 18 febbraio 2011  |

## Casa dolce casa
- Titolo originale: Sweet Home Hannah Montana
- Diretto da: Bob Koherr
- Scritto da: Michael Poryes, Steven Peterman

### Trama
La famiglia Stewart si trasferisce nella nuova casa e Miley e Jackson ne rimangono impressionati: TV a schermo piatto, nuovo arredamento, un forno a legna. Tutto sembra perfetto finché Miley e Lilly non vanno a vedere la loro camera, fatta da carta da parati rosa e pupazzi canterini; questo per loro è imbarazzante, anche se il desiderio di Miley era quello di portare la sua vecchia camera da bambina nella loro nuova casa. Intanto Jackson trova un nuovo amico, TJ, cugino di una ragazza di cui è innamorato e le amiche di Miley arrivano nella nuova casa dicendo di volerne vedere la camera; per fortuna Miley inventandosi una scusa riesce a sfuggire all'imbarazzo. La ragazza ha quindi un'idea, comprare una cosa imbarazzante al padre così capirà che anche la loro camera è imbarazzante, una camicia che si illumina; il padre però la trova adorabile, così Miley decide di dire la verità, che non gli piace la sua camera e alla fine il padre le promette di farle scegliere come arredare la camera.
- Guest Star: Tammin Sursok (Siena), Angus T. Jones (TJ), Hayley Chase (Joannie), Morgan York (Sarah)
- Canzone: Are you ready? (Superstar)

## Hannah Montana nell'ufficio del preside
- Titolo originale: Hannah Montana to the Principal's Office
- Diretto da: Bob Koherr
- Scritto da: Steven James Meyer

### Trama
Per Miley è momento di tornare a scuola, ma poiché suo padre ha dimenticato di inviare la sua lettera di iscrizione non risulta più studente di quella scuola. Decide, così, di frequentare la scuola da senior come Hannah Montana, ma questo inizia a provocare non pochi problemi con i rapporti con gli altri studenti e lei vuole essere considerata una ragazza normale. Lascia la scuola ma all'improvviso, grazie all'intervento del presidente degli Stati Uniti d'America che Hannah conosceva per aver cantato alle sue figlie, può finalmente tornare a scuola come Miley.
- Guest Star: Ray Liotta (preside Luger), Tammin Sursok (Siena), Morgan York (Sarah), Hayley Chase (Joannie)
- Canzone: Ordinary girl

- Curiosità: Il Presidente degli Stati Uniti che compare nell'ultima scena rappresenta Barack Obama, per l'aspetto e perché ha due figlie come nella realtà.

## L'appuntamento
- Titolo originale: California Screamin
- Diretto da: Bob Koherr
- Scritto da: Jay J. Demopoulos

### Trama
Miley vuole trovare una donna per suo padre. Per questo cerca in tutti i modi di farlo incontrare con l'infermiera della scuola, ma quando ci riesce ha paura che a causa delle sue particolarità non possa più piacergli. Jackson, contro tutte le aspettative di Rico, riesce a baciare la top-model con cui esce e lui e il padre sono ora impegnati.
- Guest Star: Christine Taylor (Lori), Tammin Sursok (Siena)

## Il segreto svelato
- Titolo originale: De-Do-Do-Do, Da-Don't-Don't, Don't, Tell My Secret
- Diretto da: Adam Weissman
- Scritto da: Andrew Green

### Trama
La fidanzata top-model di Jackson vede Hannah Montana dalla finestra della casa degli Stewart e crede che Jackson stia uscendo con lei. Miley lo obbliga a lasciarla perché secondo lei non è il tipo giusto per lui, ma alla fine dovrà decidere se concedere a Jackson di rivelarle il suo segreto o costringerlo a perdere la sua ragazza. Alla fine Miley svela il segreto, fidandosi di Siena.
- Guest Star: Tammin Sursok (Siena)

## Addio, Jake
- Titolo originale: It's the End of the Jake As We Know It
- Diretto da: Shannon Flynn
- Scritto da: Maria Brown-Gallenberg

### Trama
Oliver torna dal tour per il fine settimana e dice a Lilly che Jake ha tradito Miley, impegnata nei panni di Hannah in uno spettacolo natalizio nel quale è una guest star Sheryl Crow. Oliver e Lilly cercano di dire a Miley del tradimento di Jake, ma non lo fanno per non spezzarle il cuore. Miley pensa che Jake sia assente nella sua vita e lo chiama, invitandolo per il weekend e come guest star dello speciale natalizio. Intanto Jackson aiuta Rico a convincere Al a vendere a rico la sala giochi, fingendosi suo padre in modo da ottenere da Rico i soldi per andare in Perù da Siena, la quale si trova lì per lavoro. Alla fine Miley viene a sapere del tradimento di Jake e i due si lasciano.
- Guest Star: Mitchel Musso (Oliver), Sheryl Crow (Shery, Cody Linley (Jake)
- Canzone: Need a little love (feat. Sheryl Crow

## Mi manchi, papà
- Titolo originale: Been Here All Along
- Diretto da: Adam Weissman
- Scritto da: Douglas Lieblein

### Trama
Miley annulla un pomeriggio speciale padre-figlia con il padre per andare al primo appuntamento con Jesse. Lei si arrabbia quando Jesse risponde ad una telefonata di suo padre, che purtroppo non trascorre molto tempo con lui a causa della sua lontananza in Afghanistan, e che quasi non riesce a chiamarlo. Così Miley si rende conto della fortuna che ha di avere ancora vicino a sé suo padre, riappacificandosi di nuovo con lui. In onore di coloro che non hanno la fortuna di avere i propri familiari a casa, Miley tiene un concerto di Hannah per loro.
- Guest Star: Christine Taylor (Lori), Drew Roy (Jesse)
- Canzoni: Been Here All Along; Que Será, Será; I'm Still Good
- Note: l'episodio è uno speciale dedicato ai militari in missione all'estero

## Il coraggio di rischiare
- Titolo originale: Love that let's go
- Diretto da: Adam Weissman
- Scritto da: Heather Wordham

### Trama
Miley cerca di convincere Lily a cavalcare il cavallo , e così giunge a un patto con la sua migliore amica: se Miley fosse riuscita a salire su una corda pendente, Lily avrebbe dovuto cavalcare Blue Jeans. Miley, conoscendo l'ingenuità di Lily, ne approfitta ingannandola e fingendo di salire sulla corda ma in realtà è attaccata a dei fili. Lily, vedendo la scena, crede che Miley ci sia riuscita, e così decide di cavalcare il cavallo quel pomeriggio stesso. Ma un imprevisto macabro è alla porta accanto: Blue Jeans viene morso da un serpente, e Lily cade da cavallo, sbattendo la testa ed è costretta a stare sulla sedia a rotelle, non potendo più camminare. Fortunatamente Lily inizia a migliorare, mentre Blue Jeans galoppa e scappa di casa. Lily e Robbie Ray chiamano un veterinario, e in una notte Blue Jeans si riprende.
Intanto, Jackson è costretto a leggere a Siena il suo libro preferito, ma non ci riesce, perché alla prima frase che legge si addormenta, e Siena mette in atto la sua furbizia. In questo modo, Jackson legge il libro, perché se non l'avesse letto lei lo avrebbe lasciato.
- Guest Star: John Cena (sé stesso), Noah Cyrus (bimba della corda), Morgan York (Sarah), Tammin Sursok (Siena)
- Canzone: Love that let's go (feat. Billy Ray Cyrus)
- Note: Miley dedica questa puntata al suo vero cavallo Roam Man, morto nel 2009

## Il nuovo sound di Hannah
- Titolo originale: Hannah's gonna get this.
- Diretto da: Bob Koherr
- Scritto da: Steven James Meyer (sceneggiatura) e Donna Jatho (soggetto)

### Trama
Il produttore dice ad Hannah di cantare un ultimo nuovo singolo per il nuovo album di Hannah Montana, e accetta. Così Miley per tutta la settimana, cerca di scrivere una nuova canzone, ma non ci riesce. Ma quando va con Lily vicino al chiosco, grazie ai rumori fastidiosi che sente, riesce finalmente a creare un nuovo singolo mai sentito da Hannah. Così il giorno dopo va dal produttore per far mettere il nuovo singolo nell'album, ma ottiene scarsi risultati perché il produttore le dice che la nuova canzone non è adatta allo stile di Hannah e che perderà molti dei suoi fan per questa canzone. Ma alla fine le viene in mente un'idea e metterà a posto la situazione con il parere di alcuni suoi piccoli fan. Per poi capire che l'unica maniera per incidere la canzone è cantarla con Iyaz.
- Guest Star: Iyaz (sé stesso)
- Canzone: Gonna Get This (feat Iyaz)

## La scelta
- Titolo originale: I'll always remember you
- Diretto da: Bob Koherr (Parte 1) e Shannon Flynn (Parte 2)
- Scritto da: Andrew Green e Maria Brown-Gallenberg

### Trama
Miley inizia a capire che è difficile gestire la sua doppia vita. Tutto comincia da Jesse, che rivela di sapere già il suo segreto, perché dopo aver detto a Miley che il padre è un militare oltreoceano, il giorno dopo Hannah ha organizzato un concerto in loro onore, mentre Miley pensava che glielo avesse detto Siena, la top model fidanzata di Jackson. Ciò non causa nessun problema alla vita privata di Miley e Jessie: anzi, sembra rafforzare il loro rapporto, tant'è che si mettono insieme. Ma i veri problemi iniziano quando Miley (Hannah) va a cantare ad uno show di Jay Leno, e alla fine dell'esibizione, Jesse la bacia inavvertitamente, e Jay lo scambia per il fidanzato di Hannah Montana. Al molo, un ragazzo della pizzeria nota che Jessie sta vicino a Miley, e il chitarrista Jesse, confessandole che il padre è ritornato dall'Afganisthan, la abbraccia, ignaro che lo ha fotografato un giornalista. Il giornalista manda le foto del "tradimento" in diretta e Jessie, pensando che il segreto stia diventando un problema, la lascia. La mattina seguente Miley e Lilly, appena sveglie, ricevono la lettera di ammissione al college di Stanford, in cui Miley non viene accettata, anche se il test attitudinale era ottimo e lei aveva buoni voti a scuola. Furiosa, quando si presenta all'ufficio della preside, le confessa che deve accettarla obbligatoriamente, perché è l'unico college che le piace e a cui ha chiesto domanda. La preside le spiega che, pur avendo avuto ottimi voti ed essendo perfettamente riuscita al test attitudinale, non è stata ammessa perché non ha frequentato abbastanza attività extrascolastiche a causa di Hannah. Miley, allora, decide di svelare alla preside il suo segreto con degli stratagemmi, ma non ci riesce. Miley è distrutta, ma Lily la rassicura, dicendole che se lei non andrà a Stanford fino al prossimo anno, neanche lei ci andrà fino all'anno successivo. Miley va in camera sua, e trova un album fotografico con tutti i successi di Hannah Montana, e si ritrova davanti il padre, e davanti a lui gli dice che pensava di essere fortunata ad avere due vite parallele, ma Robbie Ray le spiega che, col passare del tempo, tutte le cose possono cambiare. Alla fine Miley, nelle vesti di Hannah Montana, torna nello show di Jay Leno e rivela il suo segreto al mondo intero. Nonostante ciò, tutti accetteranno questa nuova situazione, e Miley canterà una nuova canzone nelle sue vesti naturali, ricevendo un grande applauso e riottenendo tutto quello che stava perdendo.
- Guest Star: Tammin Sursok (Siena), Jay Leno (sé stesso), Dr. Phil (sé stesso), Drew Roy (Jesse)
- Canzoni: Barefoot Cinderella, I'll always remember you, Wherever I go
- Note: in questo episodio speciale di un'ora Jackson, Siena e Rico sono dei cantastorie. Sono presenti molti flashback, che mostrano le varie vicende successe ad Hannah nel corso della serie, come la scoperta del suo segreto da parre di Lily e Oliver, l'incontro con la Regina Elisabetta II, l'incontro con Guillermo Montoya e la disastrosa partita di tennis, la rivalità con Mikayla, e le varie esibizioni, tra cui quella con lo zio Earl nelle vesti di chitarrista.

## Un tuffo nei ricordi
- Titolo originale: Can you see the real me?
- Diretto da: John D'Incecco
- Scritto da: Douglas Lieblein

### Trama
Miley, dopo aver rivelato al mondo di essere Hannah Montana, viene intervistata da Robin Roberts e parla della sua doppia vita rivivendo alcuni dei momenti più belli coi suoi amici, con la sua famiglia e con i tanti ragazzi che l'hanno corteggiata.
- Guest Star: Robin Roberts (sé stessa)
- Canzoni: This Is the Life, True Friend, One in a Million, Nobody's Perfect, Been Here All Along e Life's What You Make It

## Paure, bye bye!
- Titolo originale: Kiss it all goodbye
- Diretto da: Shannon Flynn
- Scritto da: Jay J. Demopoulos (sceneggiatura) ed Edward C. Evans (soggetto)

### Trama
Miley scopre le conseguenze dopo aver rivelato che era Hannah Montana, in qualità di critici e genitori hanno pensieri negativi circa la notizia scioccante. Quando la zia Dolly chiede a Miley di unirsi a lei sul palco, Miley teme che non potrà mai esibirsi di nuovo e rifiuta. Robby Ray dimostra a sua figlia di ottenere il coraggio di tornare sul palco, così Miley decide di tornare ad esibirsi e lo fa al concerto di zia Dolly. Nel frattempo, Rico apprende che Miley è Hannah ed è scioccato che non sia riuscito a capirlo in passato.
- Guest Star: Dolly Parton (zia Dolly)
- Canzone: Kiss it goodbye

## Attenti alla nonna!
- Titolo originale: I Am Mamaw, Hear Me Roar!
- Diretto da: Bob Koherr
- Scritto da: Heather Wordham

### Trama
Per Miley è arrivato il giorno del diploma, ma nonna Ruthie è delusa dal fatto di non riuscire a ottenere nemmeno una foto con lei a causa dei suoi fan. Quando questi cominciano a circondare Miley, Ruthie rimane male perché sua nipote si prende più cura dei suoi fan che della sua nonna. Nel frattempo, Jackson dice a Rico che non starebbe con Siena se lei avesse i capelli corti, quindi i due fidanzati litigano.
- Guest star: Vicki Lawrence (Nonna Ruthie), Jon Cryer (Kenneth Truscott), Kelly Ripa (sé stessa), Tammin Sursok (Siena)
- Canzone: Gonna Get This

## Ovunque io vada
- Titolo originale: Wherever I go
- Diretto da: Bob Koherr
- Scritto da: Michael Poryes e Steven Peterman

### Trama
Miley riceve l'offerta di partecipare ad un film, le cui riprese si svolgeranno in Francia, non permettendole così di andare al college con la sua migliore amica. Rivela così a Lilly del film e cerca di convincere la sua amica a non aspettarla per andare al college insieme a lei, ma Lilly si arrabbia. Nel frattempo, Jackson fatica a tenere il passo con lo stile di vita della sua ragazza. Affranti, Miley e Jackson discutono dei loro problemi. Jackson consiglia la sorella di proporre a Lilly di unirsi a lei a Parigi. Miley chiede quindi alla sua amica di partire con lei, promettendole che sarebbero andate insieme a Stanford l'anno seguente, e Lilly accetta. Rico intanto trova un lavoro da sogno per Jackson, e i due finalmente capiscono che, oltre a litigare e a farsi dispetti l'un l'altro, in fondo, sono anche molto amici. Nel frattempo, Siena spiega a Jackson quanto siano fastidiosi i battibecchi tra lui e sua sorella, ma Jackson risponde che questo è il modo in cui dimostrano il loro affetto. Miley e Lilly, con i rispettivi fidanzati, si incontrano all'aeroporto per vederli prima del loro viaggio. Mentre Oliver e Lilly si salutano, due ragazze passano davanti a loro con la maglia di Stanford, e Oliver dice alla sua ragazza che molto probabilmente sarebbero state offerte altre opportunità a Miley dopo il film e che quindi, non sarebbero potute andare al college insieme neanche l'anno dopo. Prima di salire sull'aereo, quindi, Lilly dice a Miley che ha deciso di andare al college, senza di lei. Le due ragazze cominciano la loro vita l'una senza l'altra, ma alla fine Miley capisce che non può vivere senza la sua migliore amica e si reca a Stanford, dove bussa alla porta della stanza di Lilly, facendole una sorpresa. Le due si abbracciano, entusiaste, sapendo che niente potrà più dividerle.
- Guest Star: Mitchel Musso (Oliver Oken), Drew Roy (Jesse), Tammin Sursok (Siena), Shanica Knowles (Amber Addison), Anna Maria Perez de Tagle (Ashley Dewitt), Tug Coker (Reptile Wrangler), Julia Cho (Luna)
- Canzoni: Wherever I Go (feat. Emily Osment), True Friend, Barefoot Cinderella, Kiss It Goodbye
- Nota: Questo episodio è uno speciale di un'ora ed è la puntata finale della serie